# Unternehmen Pastorius
Das Unternehmen Pastorius war der Deckname einer deutschen Militäroperation und ein in groben Umrissen von der deutschen Abwehr entworfenes Kommandounternehmen während des Zweiten Weltkrieges, bei dem deutsche Sabotagegruppen in den Industriezentren der USA Anschläge begehen sollten. Es war neben dem Unternehmen Elster eins von nur zwei Unternehmen, bei welchen die Deutschen während des Krieges mithilfe von U-Booten an amerikanischen Küsten Agenten anlandeten.
Beauftragt mit den Vorbereitungen im Einzelnen war der ehrgeizige Abwehroffizier Oberleutnant Walter Kappe, der in Chicago und New York zwölf Jahre in der Auslandsorganisation der NSDAP Propagandaarbeit geleistet hatte. Sein Plan bestand darin, Deutsche, die in den USA gelebt und gearbeitet hatten und mit der Sprache und den Lebensgewohnheiten vertraut waren, zu rekrutieren, in die USA einzuschleusen und sie kriegswichtige Industriebetriebe, Staudämme und Eisenbahnverbindungen zerstören zu lassen, um so möglichst viel Panik zu erzeugen.
Im Juni 1942 wurden acht Männer von deutschen U-Booten an der Atlantikküste der USA abgesetzt. Einer der Männer wollte aussteigen und nahm sogleich mit dem FBI Kontakt auf, woraufhin die Gruppe verhaftet und von einem Militärgericht abgeurteilt wurde.

## Teilnehmer

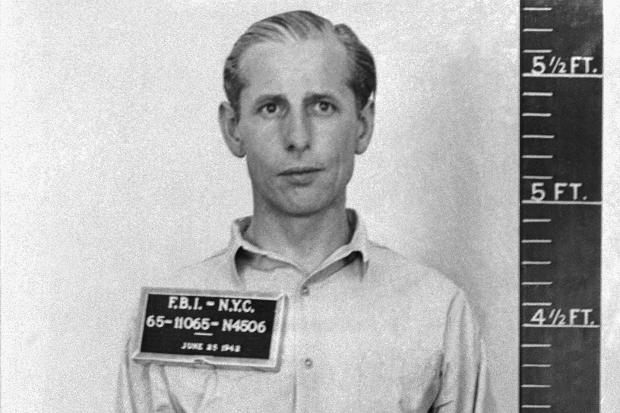
George John Dasch

Im Winter 1941 begann Kappe mit der Suche nach geeigneten Kandidaten. Er sprach auf Kongressen des Auslandsinstituts mögliche Bewerber an, überprüfte Personalakten der Wehrmacht und suchte auch auf Listen wieder eingebürgerter Deutscher der Gestapo nach in Frage kommenden Kandidaten. Am 10. April 1942 wurde eine Gruppe Freiwilliger auf dem Gut Quenzsee bei Brandenburg an der Havel zusammengezogen, unter anderen:
- George John Dasch (1903–1991), ein 39-Jähriger, der 1922 illegal in die USA eingereist war, als Kellner in New York gearbeitet und kurzzeitig bei den US Army Air Forces gedient hatte, bevor er 1941 ins Deutsche Reich zurückkehrte.
- Werner Thiel, der 1927 in die USA ausgewandert war, einen Naturalisierungsantrag gestellt hatte und ebenfalls 1941 ins Deutsche Reich zurückgekehrt war.
- Hermann Otto Neubauer (1910–1942), ein ehemaliger Koch.
- Edward John Kerling (1909–1942), dessen Vater Deutscher war, studierte in Freiburg Ingenieurwissenschaften und wanderte in die USA aus. 1940 kehrte er nach Deutschland zurück und arbeitete unter anderem im Propagandaministerium.
- Herbert Hans Haupt (1919–1942), ein 22-Jähriger mit US-amerikanischem Pass, Kind deutscher Eltern in Chicago, die legal die amerikanische Staatsangehörigkeit erworben hatten, und der seit sechs Jahren außerhalb der USA lebte.
- Ernst Peter Burger (1906–1975), ebenfalls, wie Haupt, amerikanischer Staatsbürger und ehemaliges SA-Mitglied, der in den USA als Maschinist gearbeitet und bei der Nationalgarde in Michigan und Wisconsin gedient hatte.
- Richard Quirin (1908–1942), der 1927 aus Deutschland in die USA ausgewandert war und 1939 nach Deutschland zurückkehrte. Er arbeitete gemeinsam mit Heinrich Heinck im Volkswagenwerk in der später Wolfsburg genannten Stadt.
- Heinrich Harm Heinck (1907–1942), war in Hamburg geboren und reiste 1926 in die USA, um Arbeit zu finden. Hier wurde er Mitglied des Deutsch-Amerikanischen Bundes und kehrte 1939 wieder nach Deutschland zurück. Mit Richard Quirin arbeitete er im Volkswagenwerk.

In einem Ausbildungslager am Quenzsee bei Brandenburg an der Havel erhielten sie eine Spezialausbildung in Sprengstoff, Brandsätzen, Handgranatenwerfen, Schießübungen, Nahkampf, Sabotagetechniken und Geheimschriften. Sie wurden unterrichtet, welche in jedem Drugstore leicht erhältlichen Materialien für ihre Zwecke einsetzbar seien, wie man mit primitiven Mitteln Zeitzündereinrichtungen herstellt, mit einem Gewehrschuss auf einen Transformator ein ganzes Aluminiumwerk wochenlang lahmlegt und geheime Nachrichten übermittelt. Am 29. April wurden sie durch den Befehl, die Attrappe eines durch Wachmannschaften der Sabotageschule bewachten Rüstungsbetriebes, eines Verschiebebahnhofs und anderer Ziele auszukundschaften und binnen 36 Stunden zu zerstören, einer Prüfung unterzogen.
Nachdem alle bis auf zwei Mitglieder ihre Prüfung bestanden hatten, wurden sie durch Kappe in zwei Gruppen eingeteilt: Burger, Heinck und Quirin sollten unter Daschs Führung die Aluminiumwerke in Alcoa, Tennessee, in East St. Louis, Illinois, und in Massena, New York, sowie die Kryolithwerke in Philadelphia sabotieren, aber auch die Schleusen am Ohio River zwischen Pittsburgh und Louisville sprengen. Neubauer, Thiel und Haupt hatten unter Befehl von Kerling die Eisenbahntunnel und -brücken, die Hell Gate Bridge über den East River und die Wasserversorgung von New York City zu zerstören.
Jeder Einzelne hatte den Auftrag von Kappe, unbedingt weitere Deutschamerikaner zu rekrutieren und möglichst mit diesen zusammen ihre Befehle auszuführen. Falls einer weich werden sollte, so hätte jeder die Pflicht, denjenigen aus dem Kommando zu erschießen. Kappe selbst wollte in die USA nachkommen, sobald das Kommando ein Agentennetz angeworben hätte. Verschlüsselte Anzeigen in der Chicago Tribune sollten der Kommunikation dienen. Jeder der Agenten erhielt 4.400 US-Dollar und die beiden Anführer weitere 50.000 US-Dollar. Dasch fiel jedoch auf, dass ein erheblicher Teil des Bargeldes aus Golddollarnoten bestand, die seit 1933 nicht mehr im Umlauf waren.

## Ablauf

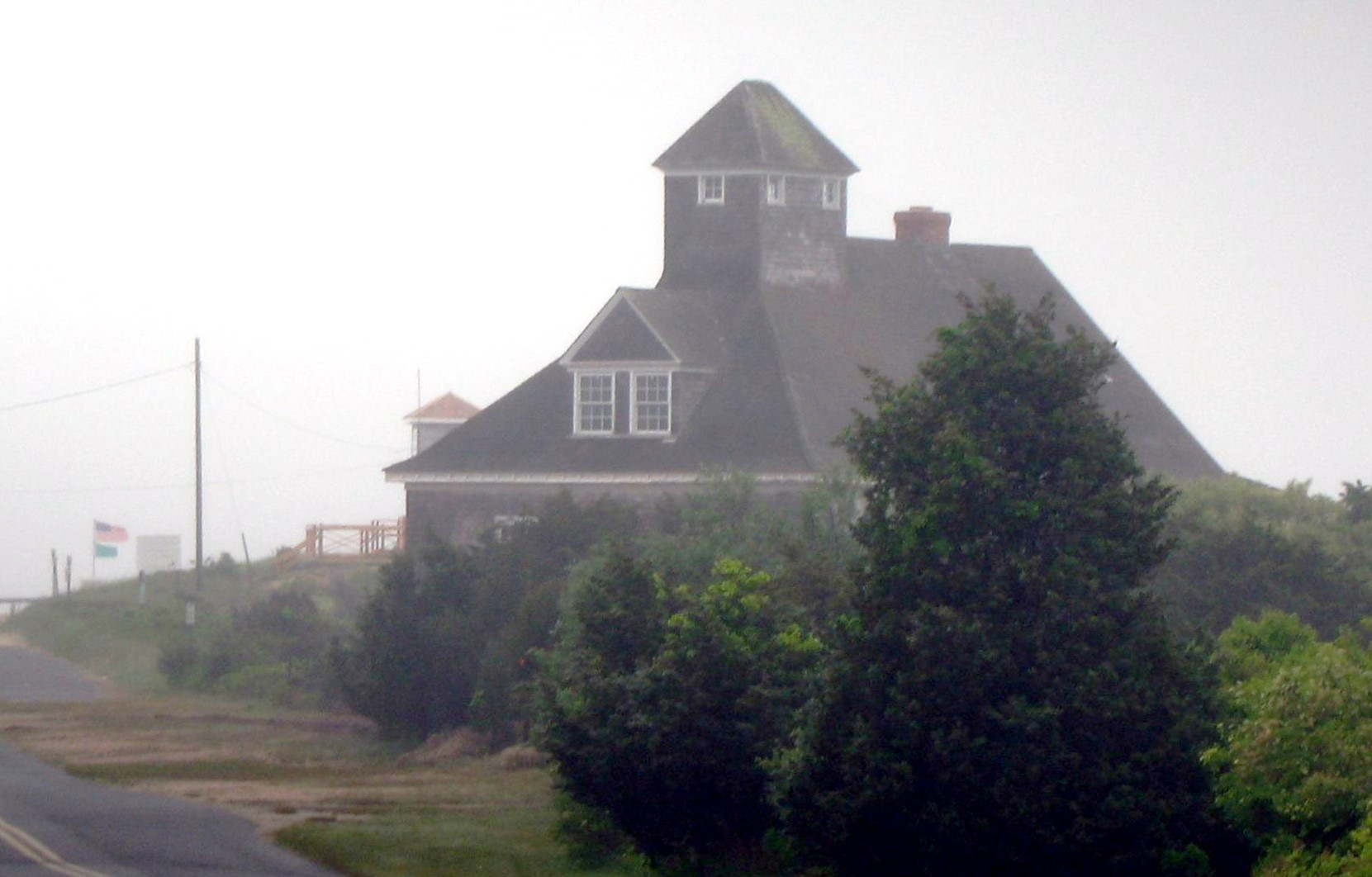
Amagansett Coast Guard Station (am Anlandungsstrand gelegen)

Am 28. Mai 1942 gingen sie in Lorient in der Bretagne an Bord der deutschen U-Boote U 202 und U 584. U 202 setzte sie kurz nach Mitternacht am 14. Juni 1942 vor Amagansett auf Long Island mit Schlauchboot und vier wasserdichten Kisten mit Sprengstoffen sowie Zeit- und Fernzündern ab. U 584 setzte sein Kommando am 17. Juni vor Ponte Vedra Beach, südlich von Jacksonville, mit Schlauchboot und Kisten ab.
Das erste Kommando mit Dasch wurde von einem jungen aufmerksamen Wachmann bereits am Strand gesehen, noch bevor es Zeit hatte, Schlauchboot und Kisten verschwinden zu lassen. Die vier Agenten steckten ihm Bargeld zu und verlangten von ihm, den Vorfall zu vergessen, was natürlich sein Misstrauen erregte. Bevor der Wachmann Unterstützung holen konnte, waren sie bereits verschwunden, hatten den Pendlerzug nach New York genommen und sich in Manhattan im Hotel Governor Clinton in der 31. Straße beziehungsweise einen Block entfernt im Hotel Martinique einquartiert. Die Kisten wollten sie später mit einem Auto in ein Versteck in den Catskill Mountains nordwestlich von New York schaffen. Doch Dasch kamen bereits am ersten Abend Bedenken bezüglich des ganzen Unternehmens, und er fühlte bei Burger vor, wie man aus der Sache wieder herauskommen könnte.
Das zweite Kommando war per Bus nach Jacksonville, von dort per Zug nach Cincinnati, Ohio, gelangt, wo Kerling und Thiel untertauchten, während Haupt und Neubauer nach Chicago, Illinois, reisten.
Dasch rief beim New Yorker Büro des FBI an, um sein Kommen in Washington für die folgende Woche anzukündigen. Der Beamte nahm den Anruf nicht sonderlich ernst und legte eine kurze Notiz an. Dasch pokerte noch ein wenig mit seinen alten Kollegen aus Kellnertagen in New York und fuhr dann fünf Tage später nach Washington, D.C., wo er seinen Zuhörern weitschweifig und detailliert zwei volle Tage Auskunft über ihren Auftrag, ihre Identität, ihre Ausbildung, die deutsche Lebensmittelversorgung, die Wohnungsknappheit, die militärische Lage und die Tauchtiefen deutscher U-Boote gab. Als Gegenleistung für seine Auskunftsfreudigkeit erwartete er, in den in Deutschland verbreiteten Propagandaradiosendungen sprechen zu dürfen.
Stattdessen wurden Burger, Heinck und Quirin im Hotel, Kerling zusammen mit Thiel bei seiner in New York lebenden Ehefrau festgenommen. Haupt hatte sich bei einem FBI-Büro in Chicago nach seiner Einberufung erkundigt, wo man ihn mit „alles in Ordnung“ in Sicherheit wiegte, um ihn zu beschatten. Er führte nach einer Woche seine Aufpasser zum Versteck von Neubauer.

## Juristische Folgen
Der Fall wurde vor einem Militärgericht verhandelt, weil die Anklage befürchtete, dass die Beweise für ein ordentliches Strafverfahren nicht ausreichen würden. Das Gericht umfasste sieben Richter – allesamt Generäle –, von denen jedoch kein einziger Jurist war; dafür vertrat der Generalbundesanwalt Francis Biddle – späterer Hauptrichter der Nürnberger Prozesse – höchstpersönlich die Anklage.
Obwohl alle Angeklagten erstaunlich detaillierte Geständnisse ablegten und bis zu diesem Zeitpunkt nicht versucht hatten, Sabotageakte zu verüben, wurde ihnen die Tatsache, dass sie als Deutsche Sprengmittel ins Land gebracht hatten, als Verstoß gegen die herrschenden Kriegsgesetze ausgelegt. Weder ihre Geständnisse noch die Bekundung ihrer angeblichen Abscheu gegenüber der Diktatur in Deutschland sowie ihre Beteuerungen, niemals tatsächlich die Verübung eines Sprengstoffanschlags beabsichtigt gehabt zu haben, halfen ihnen: Das am 8. August 1942 verkündete Strafmaß für Dasch lautete 30 Jahre Zuchthaus, das für Burger lebenslänglich; alle Übrigen wurden zum Tode durch den elektrischen Stuhl verurteilt und noch am selben Tage hingerichtet. Dasch und Burger wurden allerdings im April 1948 durch den ab 1945 amtierenden US-Präsidenten Harry S. Truman begnadigt und in die amerikanische Zone des besetzten Deutschland abgeschoben.
Im Weiteren wurden auch Verfahren gegen sechs Familienangehörige und Freunde des vermeintlichen Haupttäters Haupt eröffnet. Nach einem Rechtsstreit über die Verwendung von durch unlautere Mittel erlangten Geständnissen wurden die Prozesse gegen zwei Frauen eingestellt; ein Freund bekannte sich einer minderschweren Straftat für schuldig und wurde zu einer Haftstrafe verurteilt, die wegen der bereits im Vorfeld verbüßten Untersuchungshaft allerdings schnell zur Bewährung ausgesetzt werden konnte. Die Mutter Haupts dagegen wurde interniert, sie verlor ihre US-Staatsangehörigkeit, und nach Kriegsende wurde auch sie zurück nach Deutschland abgeschoben. Das Verfahren gegen Haupts Vater wurde vollständig durchgeführt, er wurde an dessen Ende zu einer lebenslangen Freiheitsstrafe verurteilt, dann jedoch wurde auch er ins Nachkriegsdeutschland abgeschoben.
Die Überstellung der Angeklagten an ein Militärtribunal war damals von den Verteidigern bis vor den Supreme Court, den Obersten Gerichtshof der USA, angefochten worden, jedoch ohne Erfolg. Diese Entscheidung der obersten Bundesrichter wurde in der Folge in der juristischen Literatur entschieden kritisiert. Drei der beteiligten Richter bedauerten allerdings Jahre später im Rückblick ihr Urteil, das Jahrzehnte später – im Zuge der Terroranschläge vom 11. September 2001 und im US-„Krieg gegen den Terror“ – als Präzedenzfall für die Einrichtung von Militärtribunalen in Guantánamo herangezogen werden sollte.

## Folgen für die Abwehr
Der Chef des Amts Ausland/Abwehr Admiral Wilhelm Canaris wurde am 30. Juni 1942 zu Adolf Hitler zitiert. Nach Vorwürfen von Hitler erklärte Canaris, alle Agenten seien Parteimitglieder und der Organisator sogar Blutordensträger der NSDAP gewesen. Hitler befahl daraufhin, „Verbrecher und Juden“ für ähnliche Unternehmen einzusetzen. Daraufhin wurden Juden und Oppositionelle als angebliche Abwehragenten ins Ausland geschickt und somit dem Zugriff der Gestapo entzogen.